# El Mezerra
El Mezerra (em árabe: المزرعة) é uma comuna localizada na província de Tébessa, Argélia. Sua população estimada em 2008 era de 4 251 habitantes.